# ستيفاني روزنتال
ستيفاني روزنتال (بالإنجليزية: Stephanie Rosenthal)‏ هي متزلجة فنية أمريكية، ولدت في 19 أكتوبر 1987.

## وصلات خارجية
- ستيفاني روزنتال على موقع الاتحاد الدولي للتزلج (الإنجليزية)